# Alnus

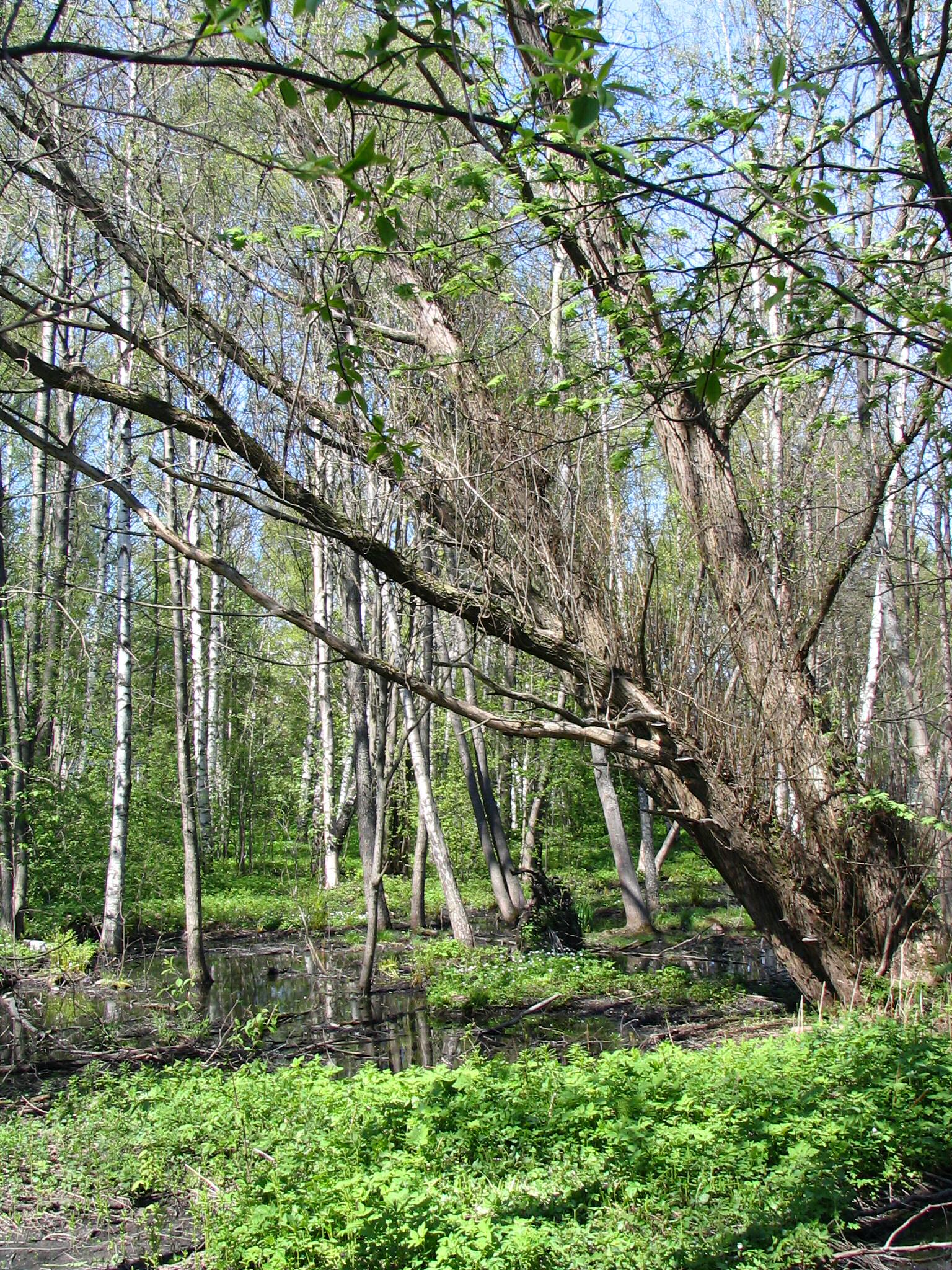
Bosque de alisos en Helsinki.

Alnus es un género de árboles de la familia Betulaceae. Contiene treinta especies de árboles y arbustos monoicos (muy pocos de los cuales llegan a alcanzar gran tamaño), denominados alisos, distribuidos por todo el mundo. Presentan hojas ovadas y de borde dentado o serrado. Las flores son en forma de amentos, los masculinos alargados y los femeninos cortos, ambos en la misma planta.

## Descripción
Salvo algunas excepciones, los alisos son caducifolios y las hojas son alternas, simples y dentadas. Las flores son amentos con amentos masculinos alargados en la misma planta que amentos femeninos más cortos, a menudo antes de que aparezcan las hojas; son polinizadas principalmente por el viento, pero también son visitadas por las abejas en pequeña medida. Estos árboles se diferencian de los abedules (Betula, otro género de la familia) en que los amentos femeninos son leñosos y no se desintegran en la madurez, sino que se abren para liberar las semillas de forma similar a muchos conos de coníferas.
Las especies más grandes son el aliso rojo (A. rubra), en la costa oeste de Norteamérica, y el aliso negro (A. glutinosa), nativo de la mayor parte de Europa y ampliamente introducido en otros lugares, ambos alcanzan más de 30 metros. En cambio, el Alnus alnobetula (aliso verde), muy extendido, rara vez supera los 5 m de altura.

## Taxonomía
El género fue descrito por Philip Miller  y publicado en The Gardeners Dictionary...Abridged...fourth edition vol. 1, en 1754. La especie tipo es: Alnus glutinosa (L.) Gaertner 

## Etimología
Alnus es el nombre genérico del latín clásico para este género.
Según la Real Academia española el aliso es un árbol de la familia de las betuláceas, de unos diez metros de altura, copa redonda, hojas alternas, trasovadas y algo resinosas, flores blancas en corimbos y frutos comprimidos, pequeños y rojizos.

## Clasificación
El género se divide en tres subgéneros:
Subgénero Alnus. Árboles. Amentos masculinos y femeninos producidos en el otoño, pero permanecen cerrados durante el invierno, polinizando a finales del invierno o principios de la primavera. Alrededor de 15-25 especies, entre ellas:
- Alnus acuminata Humb., Bonpl. & Kunth. Cordillera de los Andes, Sudamérica.
- Alnus cordata Desf. Italia
- Alnus cremastogyne Burk.
- Alnus firma Sieb&Zucc; "Yashabushi". Kyūshū (Japón)
- Alnus glutinosa (L.) Gaertner; Aliso común, Aliso negro, el Aliso por excelencia en Europa, Alisa. Especie europea.
- Alnus incana (L.) Moench; Aliso gris. Eurasia. Hay una variedad especialmente apreciada para los jardines por su follaje amarillo, el Alnus incana 'Aurea', Aliso dorado.
  - Alnus hirsuta (A. incana subsp. hirsuta). Noreste de Asia, y Asia central en las montañas.
  - Alnus oblongifolia (A. incana subsp. oblongifolia). Suroeste de Norteamérica.
  - Alnus rugosa (A. incana subsp. rugosa). Noreste de Norteamérica.
  - Alnus tenuifolia (A. incana subsp. tenuifolia). Noroeste de Norteamérica.
- Alnus japonica (Thunb.) Steud.; Aliso japonés. Japón
- Alnus jorullensis Humb., Bonpl. & Kunth. México, Guatemala.
- Alnus mandshurica (Call.) Hand. Extremo oriente ruso, China, Península de Corea.
- Alnus matsumurae Call.; "Yahazu-han-no-ki". Honshū (Japón).
- Alnus nepalensis D. Don. Himalaya oriental, suroeste de China.
- Alnus orientalis Decaisne. Turquía meridional, noroeste de Siria, Chipre.
- Alnus pendula Matsumura; "Himeyashabushi". Japón, península de Corea.
- Alnus rhombifolia Nutt; Aliso blanco. Interior del oeste de Norteamérica.
- Alnus rubra Bong; Aliso rojo. Costa oeste de Norteamérica.
- Alnus serrulata (Aiton) Willd. Este de Norteamérica.
- Alnus sieboldiana Matsum.; "Ôbayashabushi". Honshū, Japón.
- Alnus subcordata C. A. Meyer. Cáucaso, Irán.
- Alnus trabeculosa Handel-Mazzet "Sakuraba-hannoki". China, Japón.

Subgénero Clethropsis. Árboles o arbustos. Amentos masculinos y femeninos producidos en otoño, expandiéndose y polinizando entonces. Tres especies:
- Alnus formosana Mak.
- Alnus maritima Nutt. Costa este de Norteamérica, más una población aislada en Oklahoma.
- Alnus nitida (Spach) Endl. Himalaya occidental.

Subgénero Alnobetula. Arbustos. Amentos masculinos y femeninos producidos a finales de la primavera (después de que aparezcan las hojas) y se expanden y se polinizan entonces. De una a cuatro especies:
- Alnus viridis DC; Aliso verde. Subespecies:
  - Alnus viridis subsp. viridis. Eurasia.
  - Alnus viridis subsp. maximowiczii (A. maximowiczii). Japón.
  - Alnus viridis subsp. crispa (A. crispa). Norteamérica septentrional.
  - Alnus viridis subsp. sinuata (A. sinuata). Norteamérica occidental, hasta el noreste de Siberia.

## Filogenia
El polen fósil más antiguo que puede identificarse como Alnus procede del norte de Bohemia y data de finales del Paleoceno, hace unos 58 millones de años.

## Ecología
Los alisos suelen encontrarse cerca de arroyos, ríos y humedales. A veces, donde la prevalencia de alisos es particularmente prominente, se denominan alisedas. En el noroeste del Pacífico de Norteamérica, el aliso blanco (Alnus rhombifolia), a diferencia de otros alisos del noroeste, tiene afinidad por los climas cálidos y secos, donde crece a lo largo de cursos de agua, como en la parte baja del río Columbia, al este de las Cascadas, y el río Snake, incluido Hells Canyon.
Numerosas mariposas y polillas utilizan las hojas y a veces los amentos del aliso como alimento.
Alnus glutinosa y Alnus viridis están clasificadas como malas hierbas medioambientales en Nueva Zelanda. Las hojas y, sobre todo, las raíces de los alisos son importantes para el ecosistema porque enriquecen el suelo con nitrógeno y otros nutrientes.

### Fijación del nitrógeno y sucesión de especies forestales

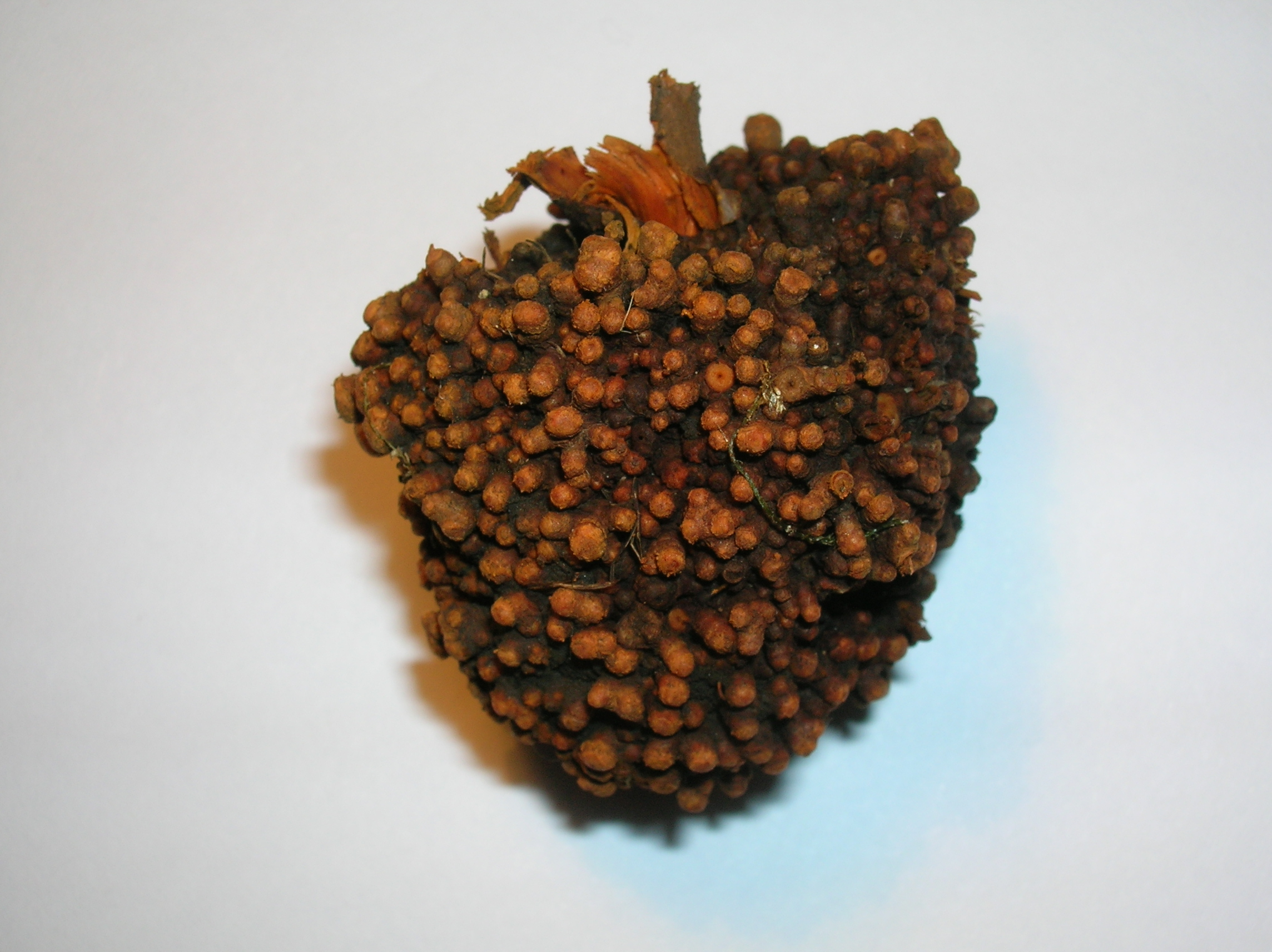
Un nódulo de la raíz de un Alder.

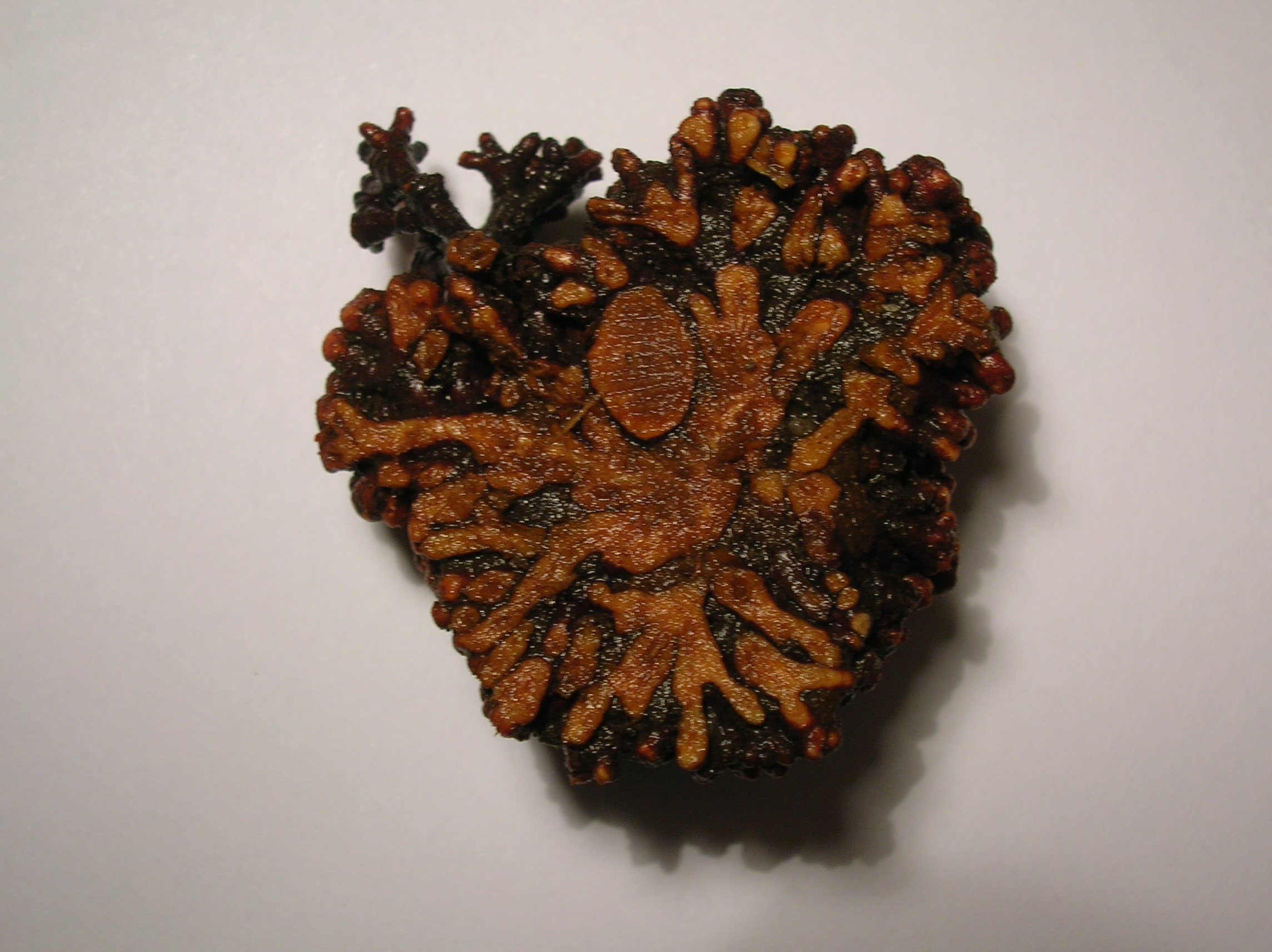
Un nódulo de la raíz de un Alder, seccionado.

El aliso destaca especialmente por su importante relación simbiótica con Frankia alni, una bacteria actinomiceto, filamentosa y fijadora de nitrógeno. Esta bacteria se encuentra en los nódulos de las raíces, que pueden ser tan grandes como un puño humano, con muchos lóbulos pequeños y de color marrón claro. La bacteria absorbe el nitrógeno del aire y lo pone a disposición del árbol. El aliso, a su vez, proporciona azúcares a la bacteria, que ésta produce mediante fotosíntesis. Como resultado de esta relación mutuamente beneficiosa, el aliso mejora la fertilidad del suelo donde crece y, como especie pionera, ayuda a proporcionar nitrógeno adicional a las especies sucesionales que le siguen.

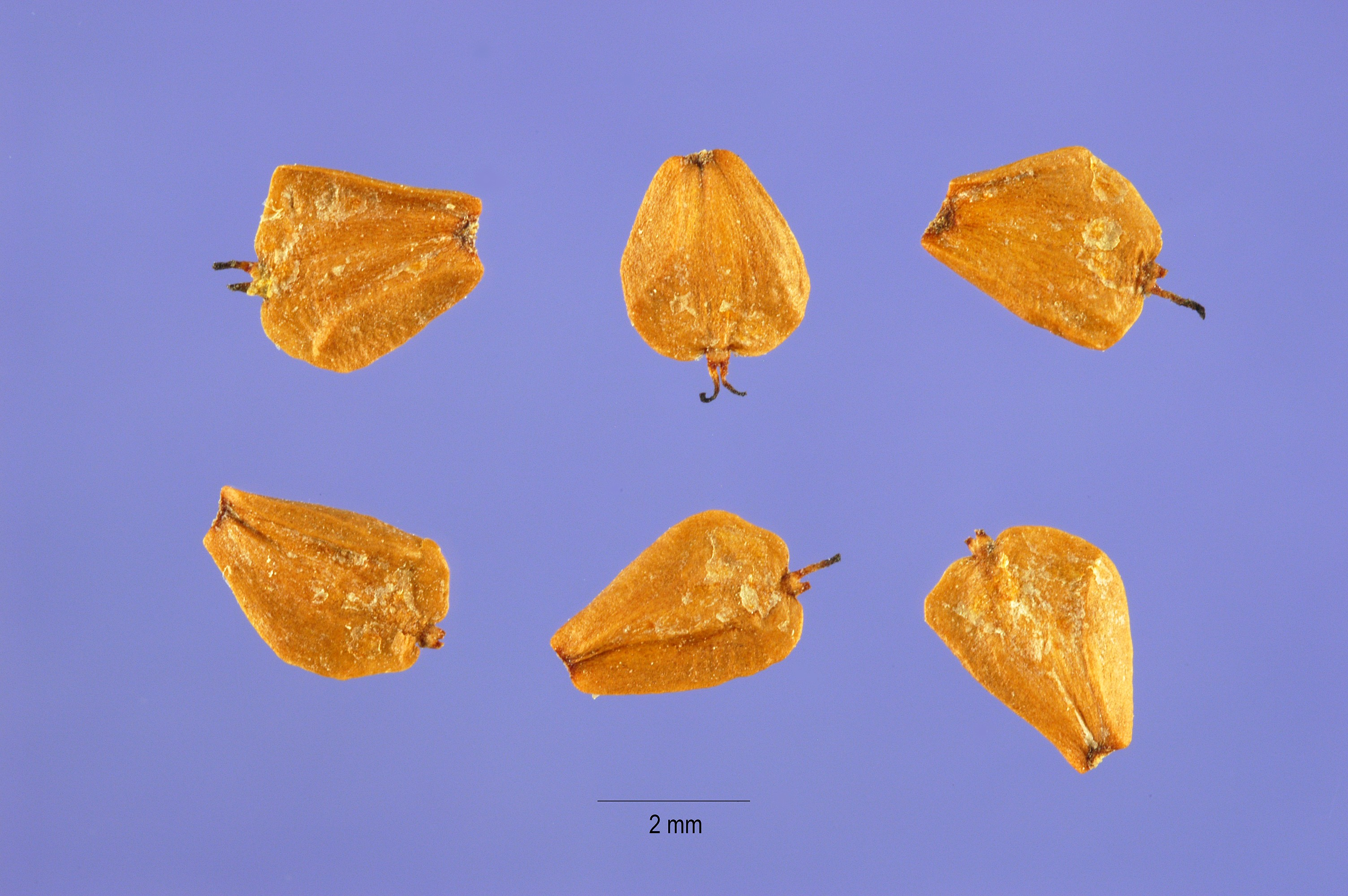
Una semilla de aliso rojo es una diminuta samara, como las de todos los alisos

Debido a su abundancia, el aliso rojo aporta grandes cantidades de nitrógeno para enriquecer los suelos forestales. Se ha comprobado que los rodales de aliso rojo aportan anualmente al suelo entre 130 y 320 kilogramos por hectárea (120 a 290 libras por acre) de nitrógeno. Desde Alaska hasta Oregón, el Alnus viridis subsp. sinuata (A. sinuata, aliso de Sitka o aliso de deslizamiento), es característico de los lugares frescos y gravosos al pie de los glaciares en retirada. Los estudios demuestran que el aliso de Sitka, una variedad más arbustiva del aliso, añade nitrógeno al suelo a una tasa media de 60 kg/ha (54 lb/acre) al año, ayudando a convertir el estéril terreno glaciar en un suelo capaz de sustentar un bosque de coníferas. Los alisos suelen ser de las primeras especies en colonizar zonas alteradas por inundaciones, vendavales, incendios, corrimientos de tierras, etc. Los bosques de alisos sirven a menudo de cortafuegos naturales, ya que estos árboles de hoja ancha son mucho menos inflamables que las coníferas. Su follaje y su hojarasca no arrastran bien el fuego, y su fina corteza es lo suficientemente resistente como para protegerlos de incendios superficiales ligeros. Además, el poco peso de las semillas de aliso -que son 1,5 millones por kilo o 680.000 por libra- permite su fácil dispersión por el viento. Aunque supera al abeto de Douglas (Pseudotsuga menziesii var. menziesii) costero durante los primeros 25 años, es muy intolerante a la sombra y rara vez vive más de 100 años. El aliso rojo es el aliso más grande del noroeste del Pacífico y el árbol de hoja ancha más abundante y comercialmente importante de la costa noroeste. Las arboledas de aliso rojo de 25 a 50 centímetros de diámetro se entremezclan con los bosques jóvenes de abeto Douglas al oeste de las Cascadas y alcanzan una altura máxima de 30 a 33 m en unos sesenta años, tras lo cual se ven afectadas por la podredumbre del corazón (Heart rot). Los alisos contribuyen en gran medida a crear condiciones favorables para las coníferas gigantes que los sustituyen.

## Usos

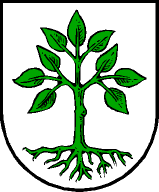
Escudo con aliso de la localidad de Grossarl, Austria.

Los amentos de algunas especies de aliso son comestibles y pueden ser ricos en proteínas. Se dice que tienen un sabor amargo y desagradable, por lo que son más útiles casi solo para la supervivencia. La madera de algunas especies de aliso se utiliza a menudo para ahumar diversos alimentos, como café, salmón y  mariscos.
La mayoría de los pilotes que forman los cimientos de Venecia se hicieron con alisos.
La corteza de aliso contiene salicina, un antiinflamatorio que el organismo metaboliza en ácido salicílico. Algunas culturas nativas americanas utilizan la corteza de aliso rojo (Alnus rubra) para tratar el envenenamiento por roble, las picaduras de insectos y las irritaciones cutáneas. Los indios pies negros han utilizado tradicionalmente una infusión de corteza de aliso rojo para tratar los trastornos linfáticos y la tuberculosis. Estudios clínicos recientes han comprobado que el aliso rojo contiene betulina y lupeol, compuestos que han demostrado su eficacia contra diversos tumores.
La corteza interna del aliso, así como la del cornejo rojo o chokecherry (Prunus virginiana), es utilizada por algunos pueblos indígenas de América en mezclas para fumar, conocidas como kinnikinnick, para mejorar el sabor de la hoja de gayuba (Arctostaphylos).
El aliso aparece en el escudo de armas de la ciudad austriaca de Grossarl.
El aliso negro se puede cultivar para la extracción de madera energética o para la producción de madera valiosa. La producción de madera de aliso es una forma de aprovechar los pantanos rehumedecidos ricos en nutrientes.
Como madera dura, el aliso se utiliza en la fabricación de muebles, armarios y otros productos de carpintería. La madera de aliso pertenece al tipo de madera de peso medio y es fácil de trabajar, apenas se agrieta cuando está seca, pero sólo es moderadamente resistente a la intemperie. En el pasado, el carbón de aliso se utilizaba para fabricar pólvora. Debido a su dureza y al hecho de que se seca sin deformarse, la madera de aliso se utiliza a menudo en la fabricación de muebles como sustituto de la madera de cerezo, nogal o caoba. Es posible pulir o teñir cuando se procesa madera de aliso con superficies lisas.
Este tipo de madera también se suele elegir para la construcción de instrumentos de percusión (por ejemplo, sonajeros), instrumentos musicales de cuerda o pulsados. Las guitarras eléctricas, sobre todo las fabricadas por Fender Musical Instruments Corporation, se construyen con cuerpo de aliso desde los años cincuenta. El aliso es apreciado por su tono, que se considera firme y equilibrado, especialmente en comparación con la caoba, y ha sido adoptado por muchos fabricantes de guitarras eléctricas.[cita requerida]
La corteza y la madera del aliso (como las del roble y el castaño) contienen tanino y se utilizan tradicionalmente para curtir el cuero.
También se puede extraer un tinte rojo de la corteza exterior y un tinte amarillo de la corteza interior.

## Referencias

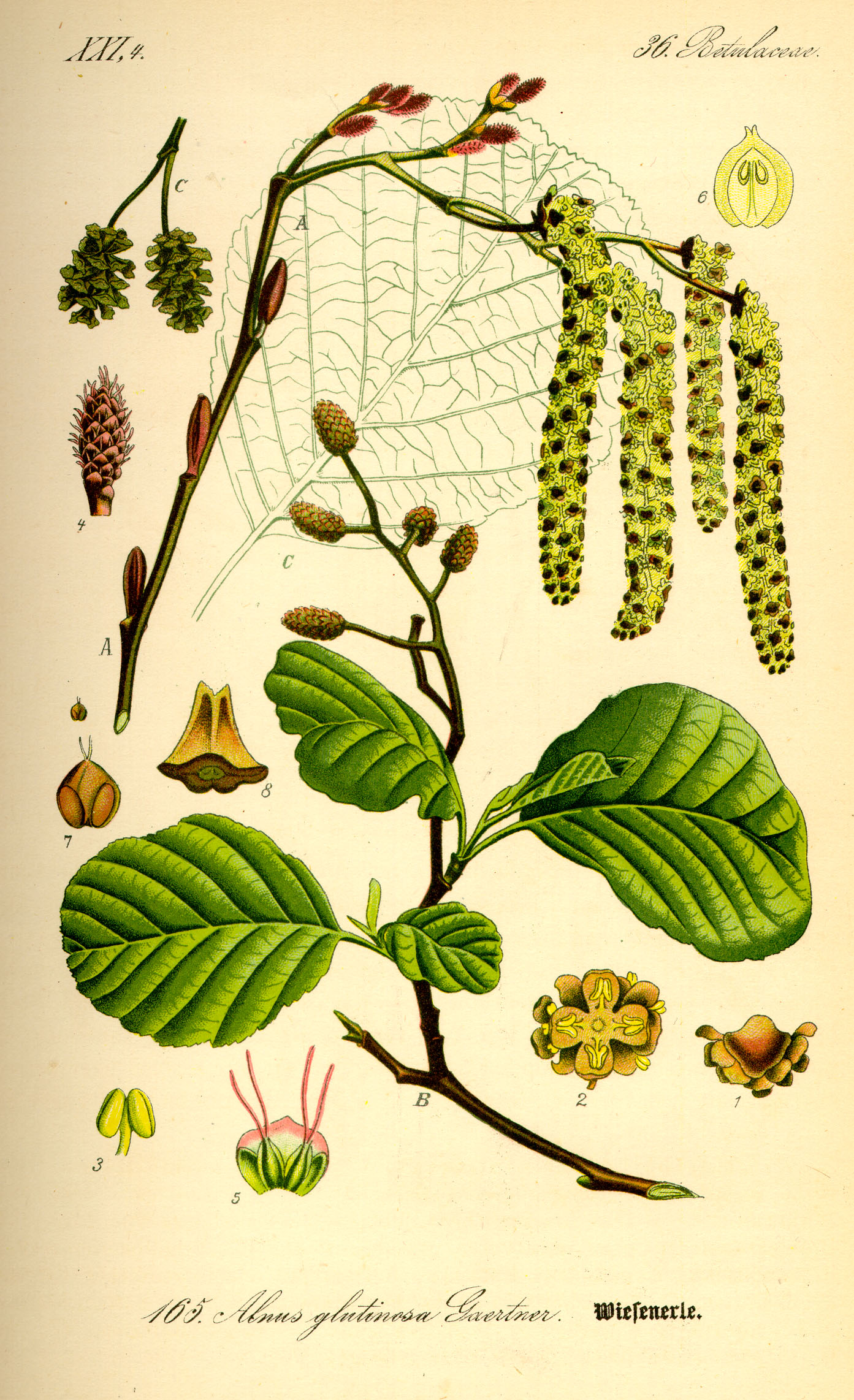
Alnus glutinosa en Flora von Deutschland, Österreich und der Schweiz, 1885, obra del Prof. Dr. Otto Wilhelm Thomé.